# Synopsia pallida
Synopsia pallida är en fjärilsart som beskrevs av Barend J. Lempke 1952. Synopsia pallida ingår i släktet Synopsia och familjen mätare. Inga underarter finns listade i Catalogue of Life.